# Cystisella saccata
Cystisella saccata är en mossdjursart som först beskrevs av Busk 1856.  Cystisella saccata ingår i släktet Cystisella och familjen Bryocryptellidae. Utöver nominatformen finns också underarten C. s. beringia.